# カーミット・シントロン
カーミット・シントロン（Kermit Cintron、1979年10月22日 - ）は、プエルトリコの男子プロボクサー。元WBO暫定・IBF世界ウェルター級王者。「The Killer （殺し屋）」の異名を持つ。

## 来歴
2000年10月7日、アメリカ合衆国でプロデビュー。デビュー以来9戦連続KOを記録する。
2002年2月16日、WBC世界ウェルター級暫定ユース王座を獲得した。
2004年7月17日、テディ・リード（ジャマイカ）に8回TKO勝ちでNABF北米ウェルター級王座、およびWBO世界ウェルター級暫定王座を獲得し、全勝のまま世界王者となった。
その後、WBO正規王者アントニオ・マルガリート（メキシコ）が復帰し、2005年4月23日、王座統一戦が行われる。この試合で生涯初のKO負けを喫し、王座からも陥落した。
2006年10月28日、IBF世界ウェルター級王座決定戦でマーク・スアレス（アメリカ合衆国）と争い、6回TKO勝ちで王座を獲得した。
2008年4月12日、アントニオ・マルガリートと再戦し、6回KO負けで王座から陥落した。
2008年11月15日、IBF世界ウェルター級王座挑戦者決定戦でラブモア・ヌドゥと対戦し、3-0の判定勝ち。
2009年2月14日、WBC世界スーパーウェルター級暫定王者セルヒオ・マルチネス（アルゼンチン）に挑戦し、12回0-1（2者が113-113、110-116）の判定で引き分けに終わり王座獲得に失敗した。7回には左ストレートでダウンを奪われカウントアウトで試合が止められるも、ヘッドバットだとアピールし試合が再開される場面もあった（スロー映像でも両者の頭がぶつかった事実は確認できない）。
2009年5月30日、WBC世界スーパーウェルター級王座挑戦者決定戦でプロキャリア全勝のアルフレド・アングロ（メキシコ）に3-0の判定勝利を収め、挑戦権を獲得した。
2011年11月26日、WBC世界スーパーウェルター級王者サウル・アルバレスに挑戦するも、5回2分53秒KO負けを喫し王座獲得に失敗した。

## 獲得タイトル
- WBC世界ウェルター級暫定ユース王座
- NABF北米ウェルター級王座
- WBO世界ウェルター級暫定王座
- IBF世界ウェルター級王座